# Contea di South Tipperary
Il South Tipperary (in irlandese Tiobraid Árann Theas, esteso Contae Thiobraid Árann Theas), già South Riding Tipperary, è stata una delle moderne contee dell'Irlanda ed è il risultato della scissione (avvenuta definitivamente nel 2002) della contea di Tipperary in ambito politico e amministrativo. È stata riunita alla controparte settentrionale col Local Government Act 2014, formando nuovamente la contea di Tipperary.

## Territorio e storia
Il territorio della contea consisteva del 52% dell'area dell'attuale contea di Tipperary. Il South Riding Tipperary fu creato nel 1898, ma aveva un proprio county council e corte d'assise dal 1838.
La cittadina principale è Clonmel, che era anche la county town, mentre gli altri centri importanti sono Carrick-on-Suir, Cashel, Cahir e Tipperary.
Il piccolo villaggio di Clogheen, ai piedi dei monti Knockmealdown, giace esattamente 8° ad ovest del Meridiano di Greenwich.

## Cultura
Brendan McSherry, l'Heritage Officer with South Tipperary County Council ha dichiarato che "sebbene l'identificazione della popolazione locale riconduca generalmente alla contea tradizionale e sportiva, senza dubbio siamo due contee completamente distinte, con governi differenti e questioni amministrative molto diverse". In effetti le zone sono molto differenti: il South Tipperary è legalmente definito come facente parte della regione South-East e cade sotto il controllo regionale di quella autorità, mentre il North Tipperary fa parte del Mid-West.

## Società

### Evoluzione demografica
Statistiche sulla natalità del 2004 del Central Statistics Office hanno evidenziato che il South Tipperary aveva il più basso tasso di mortalità infantile della propria nazione, allo 0,9 per 1000, a fronte del 2,9 del North Tipperary, e del 3,4 di Dublino.